# 科伊拉 (密西西比州)
科伊拉（英語：Coila）是位於美國密西西比州卡羅爾縣的非建制地區。

## 歷史
科伊拉的郵局自1849年營運至今。

## 地理
科伊拉所處的海拔為高於海平面88米（即289英呎），而該地所採用的時區為UTC-6，即北美中部時區（CST）。同時該地設有夏令時間，為UTC-6調快一小時，即UTC-5（CDT）。